# Дотто, Модхушудон
Майкл Модхушудон Дотто (*মাইকেল মধুসূদন দত্ত, 25 января 1824 — 29 июня 1873) — бенгальский поэт и драматург, представитель Бенгальского Просвещения.

## Биография
Родился в семье юриста Раджнараяна Дотто неподалеку от Калькутты. Ребенком учился в мусульманские школе в с. Шекпура, где изучил персидский язык. В юности проявил способности к языкам, литературе. В 1837 году перебрался в Калькутту. Изучал английский язык, культурные традиции и достижения Великобритании. Тогда же стал сочинять первые свои пьесы. В 1843 году принял христианство. Опасаясь преследования сбежал в Мадрас. Здесь женился на англичанке. В 1856 году вернулся в Калькутту, где женился вторично. Вскоре перебрался в Англию. В 1860-х путешествовал по Франции. Однако в это время он уже нищенствовал, не получая помощи от товарищей и семьи из Индии. В конце 1860-х годов возвращается на родину, где активно занимается литературной деятельностью. Умер Дотто в Калькутте 29 июня 1873 года.

## Творчество
Считается, что именно с Модхушудона Дотто начинается современная бенгальская литература. Расцвет творческой активности Дотто приходится на период с 1859 по 1862 года. За это время написаны лучшие его произведения: в 1859 году две сатирические социально-бытовые пьесы «И это называется цивилизация?!» и «Оперение старого попугая»; в 1860 году - историческая трагедия «Принцесса Кришна», мифологическая поэма «Рождение Тилоттами», в 1862 году - героическая поэма «Гибель Мегхнада» и поэма «Героини».
Дотто был первым, кому удалось органично соединить традиции европейской и индийской художественной культур. Он существенно преобразовал бенгальскую драму, его произведения вошли в классический репертуар, одновременно использовал, усвоил опыт современных бенгальских драматургов, в частности опыт социально-бытовой драмы, которая вошла в литературной сознании современников.
Модхушудон Дотто первым в индийской поэзии ввел жанр сонета, ставший впоследствии одним из самых популярных жанров. Сборник, где собрано более ста сонетов (1866 год), Дотто написал находясь во Франции. В них поэт подводит итог жизни, они проникнуты ностальгией, любовью к родине. При этом поэт грустит о рабской судьбе Индии, воспевает красоту родных просторов, осуждает свое пренебрежение в юности к родине.

## Язык
Персонажи пьес Дотто заговорили простой народной речью, обогащенной живыми бытовыми интонациями. Существенным вкладом стало то, что он сделал серьезную попытку использовать язык как социальную и индивидуальную характеристики персонажей.

## Главные работы
- King Porus
- The Captive Ladie (1849)
- Visions of the Past
- Sermista (1859) (Bengali and English)
- Padmavati (1859)
- Ekei Ki Boley Sabyota (1860)
- Krishna Kumari (1860)
- Buro Shaliker Ghare Ron (1860)
- Tilottama Sambhava Kavya (1861)
- Meghnad Badh Kavya (1861)
- Brajagana Kavya (1861)
- Veerangana Kavya (1861)
- Ratnavali (English translation)
- Nil Darpan (English translation)
- Choturdoshpodi Kobitaboli
- Rizia, the Sultana of Inde
- Rosalo Sornolatika
- Bongobani
- Sonnets and other poems (1866)
- Bongo bhumir prati